# Stowarzyszenie Śpiewacze „Pochodnia”
Pochodnia – jeden z najstarszych chórów męskich w Polsce. Powstał w listopadzie 1930 roku w Częstochowie i nieprzerwanie działa do dziś. Nie zawiesił swojej działalności nawet w okresie II wojny światowej, kiedy to działał jako chór partyzancki. W roku 1953 związał się z rzemiosłem częstochowskim i od tej chwili działa pod nazwą Rzemieślniczy Chór Męski „Pochodnia”. Siedzibą chóru jest Dom Rzemiosła w Częstochowie.
Chór w swoim repertuarze ma utwory kompozytorów zagranicznych (Jan Sebastian Bach, Georg Friedrich Haendel, Wolfgang Amadeus Mozart, Johannes Brahms, Claudio Monteverdi i inni) i polskich (Stanisław Moniuszko, Stanisław Wiechowicz, Wacław Aleksander Lachman, Juliusz Łuciuk, Romuald Twardowski, J. Kołaczkowski, Józef Świder, Edward Mąkosza, Bolesław Ocias, J. Młodziejowski i inni), muzykę ludową polską i innych narodów, muzykę poważną i rozrywkową, utwory sakralne i świeckie.
W trakcie 80-letniej działalności chór koncertował w wielu miastach w Polsce i za granicą (Czechosłowacja, Węgry, Francja, Bułgaria, Niemcy, Łotwa, Jugosławia, Włochy, Grecja, Holandia, Wielka Brytania oraz Kanada). W tym czasie brał udział w wielu konkursach i festiwalach zdobywając szereg nagród i wyróżnień (m.in. Budapeszt – Międzynarodowy Festiwal Chórów, Międzyzdroje – Festiwal Pieśni o Morzu, Barczewo – Międzynarodowy Festiwal Muzyki Chóralnej im. Feliksa Nowowiejskiego, Arnhem i Llangollen – konkursy chórów).
Za długoletnią działalność w Polskim Związku Chórów i Orkiestr chór „Pochodnia” odznaczony został Złotą Odznaką Polskiego Związku Chórów i Orkiestr. W styczniu 2005 roku chór otrzymał Nagrodę Literacką im. Władysława St. Reymonta ustanowioną przez Związek Rzemiosła Polskiego przy współpracy ze Stowarzyszeniem Pisarzy Polskich i Związkiem Literatów Polskich oraz List Gratulacyjny od Prezydenta Rzeczypospolitej Polskiej za chlubne kontynuowanie tradycji śpiewaczych. Na uwagę zasługuje fakt, iż chór jest fundatorem pomnika twórcy polskiej opery narodowej Stanisława Moniuszki, znajdującego się w Parku Stanisława Staszica w Częstochowie.
Chór obecnie jest stowarzyszeniem i jego nazwa została przemianowana z Rzemieślniczego Chóru Męskiego „Pochodnia” na Stowarzyszenie Śpiewacze „Pochodnia” przy Rzemiośle Częstochowskim.
W poczet dyrygentów zaliczają się Józef Chwalewski, Władysław Leszczyński, Krzysztof Pośpiech, Jakub Jurdziński.

## Osiągnięcia
- 2006:
  - XI Wojewódzki Festiwal Pieśni Patriotycznej w Myszkowie – I miejsce
- 2007:
  - XIII Ogólnopolski Festiwal Kolęd i Pastorałek w Będzinie – wyróżnienie
  - Międzynarodowy Festiwal Muzyki Chóralnej im. Feliksa Nowowiejskiego w Barczewie – wyróżnienie
- 2008:
  - III miejsce w Warszawskim Festiwalu chóralnym „VARSOVIA CANTUS”
- 2009:
  - Wyróżnienie na Międzynarodowym Festiwalu Muzyki w Bergen(Norwegia)
- 2010:
  - I miejsce na Ogólnopolskim Festiwalu Kolęd i Pastorałek w Chełmnie w kategorii chórów jednorodnych